# Elecciones estatales de Baviera de 2003
Las elecciones estatales de Baviera de 2003 fueron realizadas el 21 de septiembre de 2003 en el estado alemán de Baviera para escoger a los diputados del parlamento estatal (Landtag). Las anteriores se celebraron el 13 de septiembre de 1998 y las siguientes se celebraron en 2008.

## Resultado de las elecciones
Baviera es el estado federado en el que habitualmente triunfa la centro-derecha en Alemania (el partido de centro-derecha allí es la CSU). La CSU obtuvo más del 60% de los votos (el segundo mejor resultado de toda la historia, el mejor continúa siendo el de 1974, a pesar de que ganó todas las elecciones desde el final de la Segunda Guerra Mundial).
Los socialdemócratas (SPD) se desplomaron (del 28,7% conseguido en las anteriores elecciones, celebradas en 1998, al 19,6%).
Los verdes continuaron subiendo.
Los liberales mejoraron (por primera vez desde 1990) pero no les valió para reaparecer en el parlamento.
Los resultados fueron:
| Partido político | Partido político                    | %    | Escaños |
|                  | Unión Socialcristiana de Baviera    | 60,7 | 124     |
|                  | Partido Socialdemócrata de Alemania | 19,6 | 41      |
|                  | Alianza 90/Los Verdes               | 7,7  | 15      |
|                  | Freie Wähler                        | 4,0  | 0       |
|                  | Partido Liberal de Alemania         | 2,6  | 0       |
|                  | Republicanos                        | 2,2  | 0       |
|                  | ÖDP                                 | 2,0  | 0       |

| Predecesor: 1998 | Elecciones de Baviera 2003 | Sucesor: 2008 |